# Cornelis Tromp
Cornelis Tromp (Rotterdam, gedoopt 3 september 1629 – Amsterdam, 26 mei 1691) was de tweede zoon van Maarten Harpertsz. Tromp, de bekende Nederlandse admiraal en diens eerste vrouw Dignom Cornelisdochter de Haes. Hij werd uiteindelijk opperbevelhebber van de Nederlandse en Deense vloot.

## Levensloop

### Begin carrière
Geboren in Rotterdam ging Keesje, zoals hij tot op hoge leeftijd door zijn familie genoemd zou worden, op 13 september 1642 voor een jaar naar Harfleur om de Franse taal te leren bij een gereformeerd predikant. Op 1 september 1643 voegde hij zich weer bij zijn vader op diens vlaggenschip de Aemilia; zo leerde hij het vak van zeeofficier en in september 1645 werd hij door Stadhouder Frederik Hendrik in diens functie van admiraal-generaal persoonlijk tot luitenant benoemd. Op 6 september 1647 werd hij aangesteld als commandeur als vervanger van de afwezige kapitein Anthonie de Lijdekercken. Op 22 augustus 1649 werd hij benoemd tot ordinaris-kapitein (een van de zestig "gewone" kapiteins in vaste dienst). In 1650 en 1651 deed hij mee aan een expeditie tegen de Barbarijse zeerovers onder commandeur Jan van Galen.

Tijdens de Eerste Engels-Nederlandse Oorlog vocht hij, opnieuw onder Jan van Galen, tegen de Engelsen in de Middellandse Zee op de Maagd van Enkhuizen in de Slag bij Elba. Hij kreeg het bevel over de daarbij op de Britten veroverde Phoenix maar werd op 30 november 1652, toen hij na een slemppartij samen met zijn bemanning zijn roes lag uit te slapen op dat schip op de rede van Livorno, door een Britse enterploeg overvallen en in zee gedreven. Hij moest een half uur rondzwemmen voor hij weer werd opgepikt. 

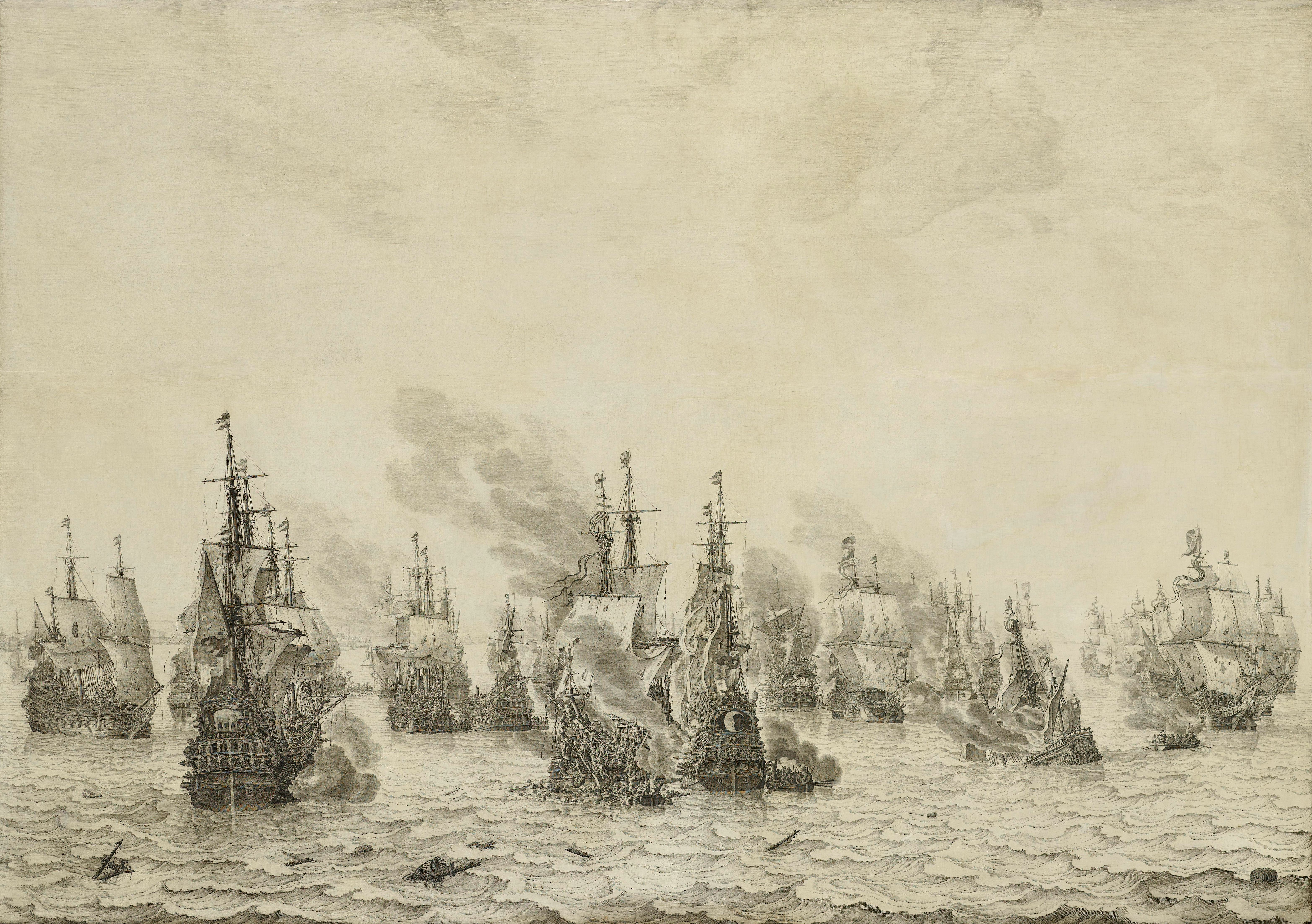
Slag bij Livorno (1653) door Willem van de Velde I (1655)

Op 14 maart 1653 nam hij deel aan de overwinning in de Slag bij Livorno waarbij Van Galen sneuvelde. Hij voer samen met de vloot terug naar de Republiek der Zeven Verenigde Nederlanden; toen hij het bericht hoorde over het sneuvelen van zijn vader, deed hij het verzoek in zijn plaats tot luitenant-admiraal benoemd te worden, hoewel hij zelf nog pas kapitein was. Er werd niet serieus op ingegaan, maar Tromp werd op 11 november 1653 wel benoemd tot schout-bij-nacht bij de Admiraliteit van Amsterdam.
In 1654 probeerde hij een verdrag af te dwingen van de Sant van Salé, maar dat mislukte. In 1655 voerde hij een vloot van acht schepen aan die naar de Oostzee ging om tegen de Zweden te vechten, maar moest onverrichter zake terugkeren. In 1656 ging hij op de Koevorden opnieuw, maar nu voor de eerste keer onder Michiel de Ruyter en vocht tijdens het breken van de Zweedse blokkade van Danzig. In december 1657 ging hij met een vloot naar de Middellandse Zee op konvooidienst. Dit leidde in 1658 tot een schandaal omdat Tromp zijn oorlogsschepen gebruikt bleek te hebben om zelf handel mee te drijven; hij werd beboet en op non-actief gesteld tot eind 1662 toen hij op de Harderwijk weer naar de Middellandse Zee voer ter versterking van de vloot van De Ruyter. Door deze affaire liep hij een profijtelijk huwelijk mis. In 1664 had hij konvooidienst op de Noordzee, op de Oosterwijck.

### Tweede Engelse Zeeoorlog

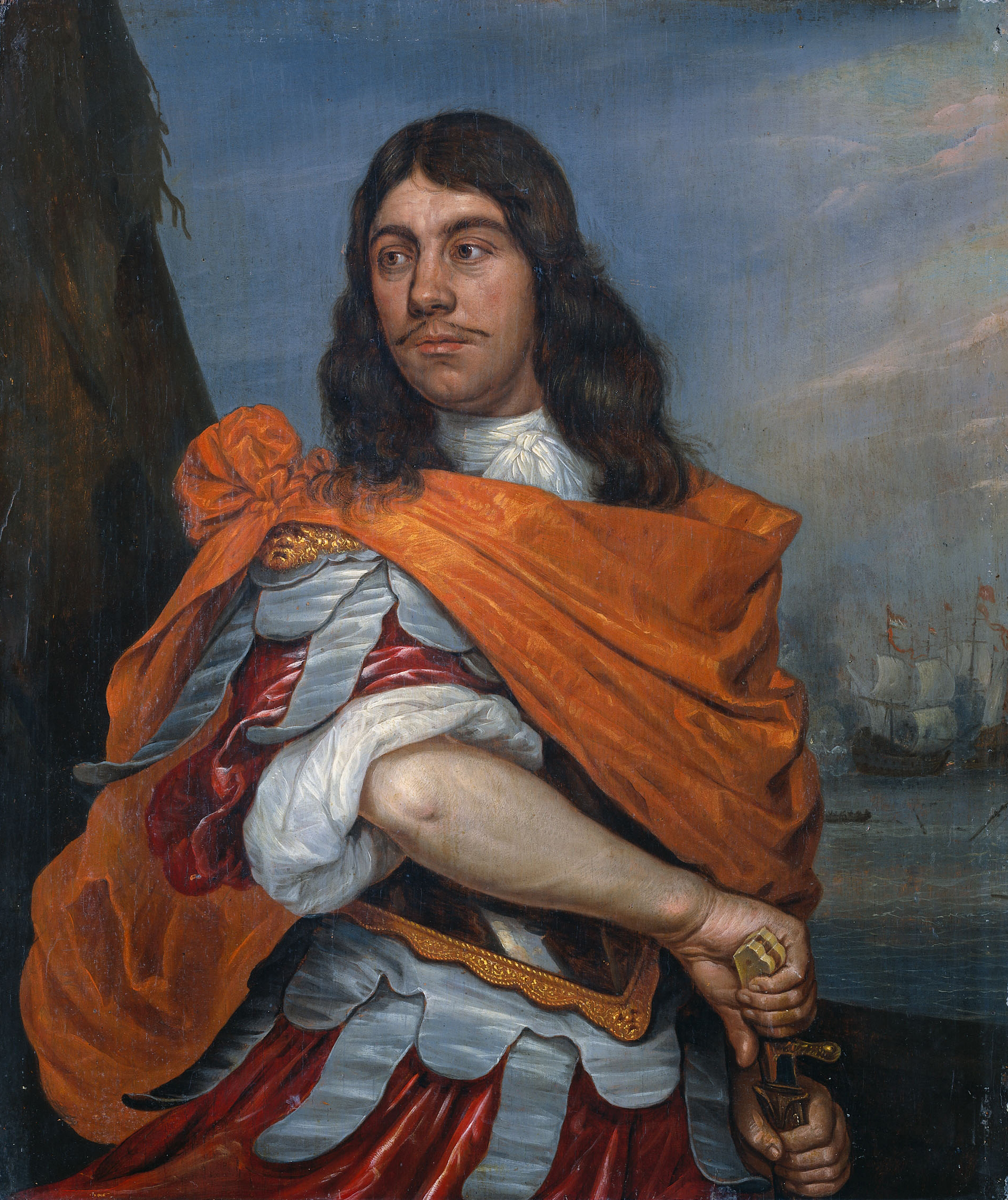
Abraham Willaerts, Cornelis Tromp. Tromp is afgebeeld als Romein; een "Romein" was in het 17e-eeuwse Nederlands een synoniem voor een krijgshaftig man van ongekende moed. Zijn orangistische sympathieën worden weerspiegeld in de kleur van de mantel

Cornelis Tromp

In de aanloop naar de Tweede Engels-Nederlandse Oorlog werd Tromp op 29 januari 1665 tot viceadmiraal van Holland en West-Friesland benoemd bij de Admiraliteit van Amsterdam. Hij vocht dat jaar op de Liefde in de Slag bij Lowestoft als commandant van het vijfde eskader op de Hoornse Vleugel en wist na die zwaarste nederlaag uit de geschiedenis van de Nederlandse marine het grootste deel van de vloot nog veilig thuis te brengen. Tromp werd daardoor zeer populair; hij werd al als luitenant-admiraal (vanaf 23 juli bij de Admiraliteit van de Maze) voorlopig tot bevelhebber aangesteld en meende die benoeming veilig op zak te hebben, toen hij die door de onverwachte terugkeer van De Ruyter op 11 augustus misliep, wat bij Tromp een enorme jaloezie opriep; hij overwoog even zich helemaal uit de zeedienst terug te trekken, liever dan onder De Ruyter te moeten dienen. In de korte tijd dat hij waarnemend bevelhebber was, liet hij formele instructies over de tactiek opstellen en presideerde, na aanvankelijke weigering, over een krijgsraad die kapiteins moest berechten die zich bij Lowestoft aan lafheid hadden schuldig gemaakt. Op 6 februari 1666 liet hij zich weer overplaatsen naar de Admiraliteit van Amsterdam.
Tromps roem op dat moment was voornamelijk te danken aan de nagedachtenis van zijn geliefde vader en het feit dat hij als vurig Oranjeklant de kampioen van de Oranjepartij was. Hij had op zee immers nog nooit een overwinning behaald. Eerzuchtig als hij was probeerde Tromp daar nu zo snel mogelijk verandering in te brengen. Tijdens de Vierdaagse Zeeslag vergrootte hij zijn bekendheid door maar liefst vijf schepen te verslijten en de overgave van de vastgelopen HMS Prince Royal in ontvangst te nemen. Tot zijn grote ongenoegen werd dat kapitale schip vernietigd zodat hij het niet als trofee naar huis kon meebrengen. Desalniettemin werd hij als een held ontvangen en de roem steeg hem naar het hoofd; hij durfde zelfs ongenodigd en zonder zijn hoed af te nemen in de vergadering van de Staten-Generaal te gaan zitten om verslag uit te brengen, iets waartoe men anders alleen als teken van uiterste gunst werd uitgenodigd: men diende als ondergeschikte staande met de hoed in de hand de Hoog Mogenden (leden van de Staten-Generaal) te antwoorden. Gerard Brandt dichtte:
Geen verf van schilderij, geen stift, noch punt van staal,

Verbeelt door kracht van kunst des Amstels Admiraal;

Den Hollantschen Romain; den roem der Batavieren,

Die goude ketens won en kronen van laurieren;

Die als een blixem viel in Karels trotse vloot,

En vloog van schip op schip in 't aanzicht van de doot;

Die duizenden verwon, die duizenden deê beven:

Dees strijtbre Tromp zal door geen beelt, maar daden leven.
In de Tweedaagse Zeeslag (4–5 augustus 1666), opnieuw onder bevel van Michiel de Ruyter, versloeg Tromp de Britse achterhoede, de eerste echte overwinning in zijn leven. Hij had zich daarbij echter zo ver van de in het nauw gebrachte hoofdmacht van de vloot verwijderd dat hij die niet meer te hulp kon komen. De Ruyter verweet hem daarom de nederlaag. Bij de publieke controverse die daardoor ontstond wist Tromp zich zo te compromitteren – men meende zelfs dat hij op een staatsgreep uit was – dat hij op 13 augustus opnieuw op non-actief gesteld werd. Dit nam hij Johan de Witt persoonlijk zeer kwalijk. Hij wilde daarop een aanbod aannemen van Lodewijk XIV om opperbevelhebber van de Franse vloot te worden, maar ook dit werd hem verboden, waarna hij maar net deed alsof hij het om vaderlandslievende redenen had afgewezen.

#### Huwelijk
Op 25 januari 1667 sloot Tromp een verstandshuwelijk met de vier jaar oudere en schatrijke kinderloze weduwe Margaretha van Raephorst. Ellendig van het gedwongen nietsdoen zocht hij zijn toevlucht steeds vaker in de drank. Margaratha's landgoed in 's-Graveland werd verfraaid, het huidige Trompenburgh. Constantijn Huygens dichtte:
Hij sitt op 's Gravenland, die t'scheep veel wond'ren dee:

Hij waer veel dienstiger, dunckt mij, op 's Graven Zee

### Hollandse Oorlog

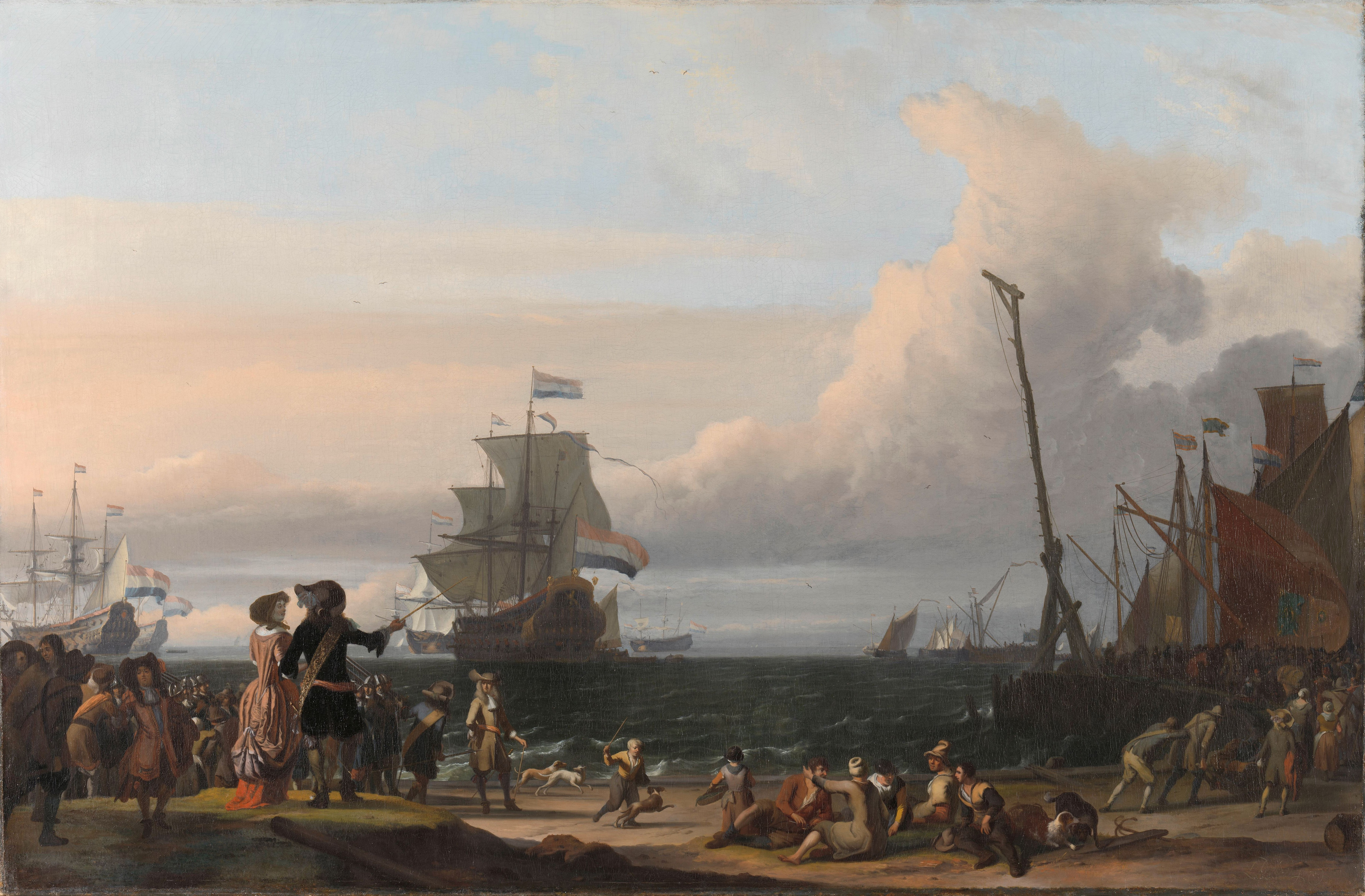
Nederlandse schepen op de rede van Texel; in het midden de 'Gouden Leeuw', het vlaggenschip van Cornelis Tromp. Ludolf Bakhuysen, 1671.

In 1672 keerde het tij. Tijdens de Hollandse Oorlog viel Lodewijk XIV van Frankrijk de Republiek der Zeven Verenigde Nederlanden binnen. De Orangisten grepen met geweld de macht. Tromps zwager, de beruchte intrigant Johan Kievit, keerde terug uit ballingschap vanuit Engeland en begon zijn zwager onmiddellijk te betrekken bij een moordcomplot tegen Johan en Cornelis de Witt.
Op 20 augustus 1672 lokten Tromp, Willem Adriaan van Nassau-Odijk en Willem van Nassau-Zuilestein, Johan de Witt met een vervalst bericht naar de Gevangenpoort waar Cornelis vastgehouden werd. Toen de afgetreden raadpensionaris zo in de val gelopen was, werd hem met een opgehitste volksmenigte, aangevuld met een contingent oude matrozen van Tromp, het vluchten onmogelijk gemaakt. Tromp zelf gaf laat in de middag in een naastgelegen herberg aan een dozijn man van een burgerwacht de opdracht de gevangenis te bestormen. Toen beide broers op beestachtige wijze waren afgemaakt, ging hij naar buiten om het verminken van hun lijken te aanschouwen zeggend: Dat moet er nu zo mede door. Anderen getuigen meldden dat hij de hoed in de ogen trok en zweeg.
In maart 1673 poogde stadhouder Willem III van Oranje-Nassau Tromp weer met De Ruyter te verzoenen zodat hij Tromp weer bij de vloot kon aanstellen; deze eerste poging ontaardde echter in totale ruzie, waarbij Tromp De Ruyter belachelijk probeerde te maken door te zeggen dat men zich met diens vrouw niet in fatsoenlijk gezelschap kon begeven zonder zich te generen. In april lukte het de prins echter Tromp zich fatsoenlijk te laten gedragen door hem te beloven dat hij na de dood van De Ruyter opperbevelhebber van de vloot zou worden. Een tweede verzoeningspoging werd zo een succes. Tromp vocht, ondanks zijn pro-Engelse instelling, met felle eerzucht in de laatste drie slagen van de Derde Engelse Oorlog: de dubbele Slag bij Schooneveld (namelijk de Eerste Slag bij het Schooneveld op 7 juni 1673 en de Tweede Slag bij het Schooneveld op 14 juni 1673) en de Slag bij Kijkduin.
In 1674 werd Tromps vermogen geschat op 100.000 guldens precies, dat van zijn vrouw op 292.000 guldens; ruwweg overeenkomend met €20.000.000 in huidig geld. Dat jaar voerde hij het bevel over een vloot die economische schade toebracht aan de Franse westkust. Intussen was Tromp na de vrede van 1674 nog meer bevriend geraakt met de Engelse koning Karel II. Op 12 januari 1675 vertrok hij naar Engeland, waar hij als baronet in de Engelse adelstand werd verheven, maar een eredoctoraat van Oxford afwees.

### Tromp Deens admiraal-generaal

Portret, kasteel Skokloster

Na het overlijden van de ook al Nederlandse opperbevelhebber van de Deense vloot Koert Adelaer in november 1675 nam Tromp op 8 mei 1676 diens functie over. Hij werd benoemd tot ridder in de Orde van de Olifant. Op 11 juni versloeg hij de Zweedse vloot in de Slag bij Öland, de eerste keer dat hij een overwinning behaalde als vlootcommandant. Op 7 juli heroverde hij Ystad. In december werd hij door Christiaan V van Denemarken hiervoor verheven tot graaf van Syllisborg. In 1677 verwoestte hij Öland. Ondertussen (april 1676) was De Ruyter gesneuveld, maar Tromp kon diens functie niet overnemen zolang hij in Deense dienst was; daarom begon hij op zijn ontslag aan te sturen door het stellen van exorbitante eisen, daarbij geholpen door een groeiende anti-Nederlandse stemming onder de Denen die misnoegd waren over het afnemen van de Nederlandse hulp nu ze succesvol waren - de Republiek streefde immers naar een evenwicht in de Oostzee. Op 8 mei 1678 verkreeg hij inderdaad zijn ontslag. Daarna deed hij echter even mee aan een aanval door de keurvorst van Brandenburg op Rügen, toen Zweeds bezit.

### Opperbevelhebber Nederlandse vloot
Pas op 6 februari 1679 werd Cornelis Tromp benoemd tot luitenant-admiraal-generaal van de Republiek. Hij zou echter weinig plezier hebben van zijn functie: voor Willem III was hij meer een last dan een steun geworden en hij zou nooit meer naar zee gaan. In 1682 maakte hij nog een schadestaat op van 133.150 guldens voor alles wat hij in het verleden meende te zijn tekortgekomen. Hiervan werd hem 13.647,60 guldens toegewezen op voorwaarde dat hij voorgoed van iedere verdere aanspraak afzag. In april 1684 werd hij als bevelhebber opgevolgd door Cornelis Evertsen de Jongste.
Februari 1690 overleed zijn vrouw. Eind 1690 kreeg Evertsen een walfunctie en viel het bevelhebberschap formeel weer aan Tromp toe. Deze was echter niet meer in staat als zodanig te functioneren, alcohol had zijn gestel te ver aangetast. Cornelis Tromp overleed op 26 mei 1691. Hij werd bijgezet in de grafkelder van de familie Tromp in Delft.

## Buitenplaatsen
De hofstede Trompenburg aan de Amstel die in 1828 gesloopt is, was waarschijnlijk geen eigendom van Cornelis Tromp maar van de familie Tromp. In 1899 werd hier een fabriek gebouwd voor de Industriële Maatschappij Trompenburg, die er automobielen bouwde onder de merknaam Spyker.
Vanaf 1672 liet Tromp een buitenplaats bij 's-Graveland herbouwen nadat deze, door de Fransen gebrandschat voor 3500 gulden, inderdaad afgebrand werd toen Tromp weigerde te betalen. Dit heette eerst Syllisburgh, maar werd in de 18e eeuw door Jacob Roeters hernoemd tot Trompenburgh, en bestaat nog steeds. Het is uiterst luxueus gedecoreerd; tijdens Tromps leven vooral ook met schilderijen van hemzelf: hij liet zich minstens 22 maal schilderen, voor zover bekend een record voor de 17e eeuw. Over de schade aan het oorspronkelijke huis zou Tromp nog jarenlang een verbeten juridische strijd voeren met een zekere Petersen, die hij voor de hele schade wilde laten opdraaien omdat deze een paar pilaren ervan in veiligheid gesteld had.
De familie Tromp had aan het eind van de 17e eeuw ook de buitenplaats Trompenburg te Rijswijk later Schoonoord in bezit.
- Biblioteca Nacional de España: XX1575628
- Bibliothèque nationale de France: cb144445415 (data)
- Biografisch Portaal: 00288352
- Catàleg d'autoritats de noms i títols de Catalunya: 981058614776206706
- Digitale Bibliotheek voor de Nederlandse Letteren: trom011
- Gemeinsame Normdatei: 118985981
- International Standard Name Identifier: 0000 0000 5203 7412
- Library of Congress Control Number: nr94043740
- Nederlandse Thesaurus van Auteursnamen: 070761795
- LIBRIS: 291119
- Système universitaire de documentation: 078447178
- Union List of Artist Names: 500354833
- Virtual International Authority File: 812236
- WorldCat: E39PBJth3cvkMYj8mJWGjf4cyd